# Castell de Banyeres de Mariola
El castell de Banyeres de Mariola (l'Alcoià, País Valencià) és una fortalesa d'origen almohade construïda en el segle xiii que se situa sobre un turó a l'entorn del qual es desplega la població, des de la part més elevada en diverses direccions.

## Descripció
El castell, de forma irregular, compta amb dos recintes i s'adapta al terreny, sent el seu element més significatiu la torre de l'homenatge, de planta quadrada i tres altures realitzada amb tapial. Les restes de muralla, també realitzades amb tapial disposen de troneres fetes en època posterior, hi predominen els arcs de mig punt amb dovelles. Va ser de Jaume d'Artés, fill del mestre racional del rei Joan I d'Aragó Pere d'Artés, al segle XV.
Dins del recinte existeix un aljub i una ermita, espais en l'actualitat dedicats a la interpretació de la fortalesa i les festes majors. Així mateix, la Ambaixada, en les Festes de Moros i Cristians en honor de Sant Jordi, es representa el 24 d'abril en aquest castell.